# 张益唐
张益唐（1955年2月5日—），上海人，祖籍浙江平湖，美籍華裔数学家，研究領域為解析数论他于2013年4月17日在《数学年刊》发表一篇與孪生素数猜想有關的文章〈质数间的有界间隔〉，首次证明了存在无穷多对間隙為有限的質數（具體間隙小于7000万，參見）。2016年受杨祖佑校长之邀加入加州大学圣巴巴拉分校担任数学系终身教授。2025年6月，他举家搬迁回国，全职加盟中山大学，受聘于中山大学香港高等研究院。
張益唐自幼因政治原因失學，1978年考入北京大學數學系，接受本科和研究生教育。1980年代赴美在普度大学完成博士論文，期間受指派師從莫宗堅學習并不感興趣的代数几何学。博士毕业后未拿到導師推薦信，长期靠打雜糊口，曾任快餐店收银员、中餐外賣員、汽車旅館零工等。后經校友幫助獲得新罕布什尔大学講師的職位。未放弃對数论领域的鑽研。《数学年刊》通常審稿兩年，他的論文在五週之內就通過了同行评议，创下创刊130年来论文接受时间最快的记录。素數間隙有界證明引來了素数研究方向學者的注意。

## 生平

### 早年
张益唐，1955年出生在上海川沙县，父母均是浙江人。张益唐從小由当工人的外公和不识字的外婆抚养，有位相差十一歲的妹妹張盈唐，因為母親姓唐，兄妹名字均以"唐"字結尾。外婆是文盲，出身于工人家庭；外公识字也不多。他的父母都是知识分子，都在北京工作。父亲张以进由于早年参加上海地下党曾被留党察看二十余年，所以张益唐被托给在上海的外婆抚养，外婆也一直是他多年来最想念的亲人。他父亲曾在清华大学任教20余年，后来在邮电部邮电科学研究院研究生部从事科研，后来多次带他到过清华大学。母亲是在政府工作的秘书。张益唐从小就有很强的好奇心，尤其爱看《十万个为什么》（第一版），其中的第8册“数学卷”是他的数学启蒙读物。从那时起，他就打算将钻研数论作为自己今后的追求目标。他几十年后仍然清楚地记得此书对哥德巴赫猜想、费马大定理和几何作图三大难题等数学名题的描述。但是他记得书上并没有提到他后来研究的孪生素数猜想。张益唐4岁时就已经开始阅读长篇小说《林海雪原》。上小学前(四五岁时)，他最喜欢地理，而且那时就能背出大多数国家的首都名。约在9岁时，他独自发现了勾股定理。(他回忆自己当时不超过三年级。)读小学时，他就明显地感觉到自己和其他同龄人很不一样，甚至还曾担心自己是不是有点问题。张益唐和别的小孩子一样喜欢玩，但张益唐特别喜欢一个人玩，还喜欢找书看。他读小学期间，把舅舅和姨妈留下的初中教科书全部看遍了。(舅舅和姨妈都是初中毕业。)身边很多大人都觉得他是一个奇怪的小孩，而且性格内向；他自己也知道其他的大人是怎么看他的。父亲注意到他的记性特别好，还偷偷测试了他的记忆力，结果被张益唐一字不差的故事复述能力震惊到了，还告诉张益唐的外婆说：“这个小孩将来不得了，是不是能够培养下？！”
1968年，父母将13岁的他接回北京。张益唐在清华附中读了1年多初中，他的好记性让语文老师对他印象十分深刻。初中在读期间，他的父母先后被下放到农村。不久后，他随母亲前往江西，从事体力劳动。他的数学学习不得不中断。
坐船回到上海后，张益唐又去书店淘在文革时期之前出版的一些数学书。他在书店找到了夏道行的《π和ｅ》。夏道行的书使他回忆起了不少以前了解过的数学知识，而且重新激起了他对数学的兴趣。他从中知道了π和e是超越数，但还不懂为什么π是无理数。他半年后回到北京，但因为受父亲的历史问题影响，他没有就读高中的资格。结果他没事就去北京西单书店翻看华罗庚的《数论导引》充实自己。《数论导引》当时标价5块5角，他的零花钱不够，买不起，只能经常跑去书店翻看。他从中学到了一些有用的知识，其中包括π为什么是无理数。1973年，他看到了陈景润对有关哥德巴赫猜想的“(1,2)情形”给出的证明（见陈氏定理）。虽然完全不清楚技术细节，但当时的他自认为弄懂了大致的证明思路，满足了好奇心。张益唐觉得自己在上大学之前兴趣广泛，所以看的书也很杂，知识凌乱而不够系统。数学不是他唯一感兴趣的科目，但不知道为什么，他对数学的兴趣一直是最强烈的。对数学的兴趣后来成功支撑他走到了人生的高峰。

### 高等教育经历
张益唐於1978-1982年间在北京大学数学系读本科，又於1982-1985年间在北京大学继续修读硕士，师从潘承彪。在北大求学期间，张益唐本来是有机会应数学家丘成桐的推荐去跟数论学家哈若德·斯塔克学习数论的，不过数学家丁石孙建议他选择代数几何作为方向。他接触过代数几何，觉得不感兴趣，但还是答应了丁石孙。事后他发现这个决定令自己很后悔，他日后研究高级数论问题的能力都要靠自己抽时间自学自练。后来，普渡大學的代数几何学家莫宗坚访问北大，招收张益唐做自己的博士生。
1985年6月21日，张益唐搭乘飞机前往美国，入讀普渡大學。张益唐选择在校外与他人一起租房，后来还从合租的香港留学生身上学习厨艺。张益唐习惯独来独往，最爱泡在图书馆和独自散步。张益唐向莫宗坚表示自己要选雅可比猜想作为毕业论文的选题，莫宗坚对初出茅庐的张益唐愿意直接研究这么难的题目感到很奇怪。莫宗坚回忆说，在张读博的前1年半时间里，他几乎每天都要和张益唐交流想法；而在之后的时间里，他感觉自己管学生管得太紧了，于是将见面次数减少到一周一次。1988年，张益唐曾回中国一趟，并有在毕业后回国工作的考虑。1991年年底，张益唐以研究雅可比猜想的论文《雅可比猜想与域扩张的阶》("The Jacobian Conjecture And The Degree Of Field Extension")取得博士學位。张益唐提交毕业论文时已是他读博士的第6年半，虽说中间因为一些众说纷纭的原因拖了很久，但最终还是顺利地通过了论文答辩。（一般博士生最多能在普渡大学待上7年。）在整个高等教育阶段，张益唐很少发表成果。
他希望博士毕业以后离开研究代数几何的圈子，回头去研究数论。莫宗堅得知后并不高兴。后来两人产生了不愉快，张益唐在博士毕业后也未獲得莫宗堅的工作推薦信。莫宗坚在张益唐成名后曾发文希望澄清此事，认为没写推荐信是因为自己不知道给张益唐推荐现成的工作是不是合适的选择，而且认为写工作推荐信的做法在当时已经开始不太流行了。莫宗坚认为张益唐自由自在的个性不会适合学术圈的人才评价体制，还表示在承受磨难之后一鸣惊人也许真的就是张益唐的宿命("Maybe it was his destiny to endure and turn out to be great.")。莫宗坚坚称没有发生过传闻中的“自己论文出错，从而拖累张益唐”一事，并希望对他（莫宗坚）指指点点的人能亲自给他写信指出具体是哪里有错误，他相信自己可以一一解释清楚。同时，发表的学术论文太少也使张益唐無法在大学和研究所找到教职，只能四处打工。莫宗坚说自己跟张益唐说过，指望张益唐能靠自己的本事去找工作，而不是依靠导师的推荐。莫宗坚说张益唐走后就再也没去找过他要推荐信；而莫宗坚只是将其理解为张益唐不想马上找工作。莫宗坚回忆他从张益唐临走前眼神里看到了一个躁动不安的灵魂，一个下定决心要顶着雷电冲击高峰的探索者。莫宗坚回忆张益唐最后说的是他要去罗格斯大学找交流，莫宗坚祝他好运。张益唐说莫宗坚对自己并没有说得那么好，而且对莫挂在嘴边的牢骚话至今不能释怀。张益唐表示自己在普渡大学的经历不堪回首，不愿多提。

### 蛰伏
刚博士毕业时，张益唐在数学圈内又碰上并不乐观的就业形势。当时正值苏联解体不久，有大批前苏联数学人才涌入美国。曾有朋友向他建议转行从事金融或计算机行业，但他不太愿意。在普渡大学继续逗留半年后，他前往肯塔基州谋生，继续独来独往的生活，从此消失在多数人的视野中。博士毕业后的许多年里，张益唐在美国四处漂迫，没有从事过比较好的工作，只能借住在朋友家。有时甚至只能住在朋友家的地下室。张益唐比较好强，找工作和做学问都习惯了靠自己，他擔任过中餐外賣員，也到汽車旅館打过零工。同时，他仍然專心於研究數學，並未尋找正職工作。
唐朴祁和葛力明等同在美国生活的数位北京大学校友通过一些偶然渠道得知了张益唐的情况后，先后出手帮助过他。唐朴祁和葛力明都对担任过北大习题课指导员的张益唐有印象，唐朴祁后来还与张益唐一样也去过普渡大学读博士。先是一位北大校友开的快餐連鎖店賽百味（Subway）邀请他任会计。这样可以让他在工作中发挥记忆力和计算能力方面的特长，并抽出时间研究数学，而且也不会担心他因为自尊心问题而拒绝接受帮助。
1999年，张益唐與其北大校友唐樸祁合作發表一項網際網路專利。这项专利涉及一个实用性很广的计算机算法难题，但张益唐只用了3周的时间就将其搞定，这令唐樸祁对其刮目相看。唐樸祁向在新罕布什尔大学任教的學弟葛力明介紹張益唐。經葛力明推薦，张益唐先成為新罕布什爾大學數學系與統計學系編制外的助教（1999年获聘），后担任講師，执教微积分、代数、初等数论等课程。大学讲师虽然只是很低的职位，但是这是他回归学术圈的开始，他有了关注新进展、了解同行思想和下载学术论文的便捷渠道。因专心思考数学的需要，张益唐常常会一个人“闭关修炼”；有一次他的妹妹在网上发布寻人启事，称与哥哥失去联系。在一般人看来，张益唐在大学任教，年近60还只是个讲师，没有子女，经济不宽裕，无疑是个学了很多无用知识的人生失败者。张益唐认为自己享受的是逐渐发现的过程，不是一个结果。张益唐：“几十年前有一句话，好像说人的生命、追求、价值不是取决于你取得的东西，而是在你的追求中。德国剧作家莱辛说：‘对真理的追求比对真理的占有更为可贵。’爱因斯坦就喜欢引用他的话。即使我没有成功，也不会觉得太遗憾。我在这个追求的过程中还是觉得很有价值的... 有人问我如果你出不来，是不是觉得一生就毁掉了？我觉得没什么，我活得好好的。”
2001年，张益唐在《杜克数学期刊》上发表了一篇关于“黎曼假设”的文章《论{\displaystyle \zeta '(s)}在临界线附近的零点》（"On The Zeros Of {\displaystyle \zeta '(s)} Near The Critical Line"）。时任新罕布什尔大学数学系主任的凯尼斯·阿佩尔（四色定理证明者）对这篇文章评价很高。

### 成名
2005年，Goldston、Pintz和Yildirim发表论文《质数组 (第I部分)》("Primes in Tuples I")改进了保罗·埃尔德什早年提出的一个粗略结论，并发展出了后以他们三人姓氏首字母命名的GPY篩法。3人的文章证明虽然相邻素数的间隔在平均意义上趋于无穷大，但也存在无穷多对特殊的素数对，这些素数对的间隔{\displaystyle p_{1}-p_{2}}增长不会太快，为比{\displaystyle \log p_{1}}低阶的无穷大量。但他们发现要想进一步把无穷对质数对的间隔大小限制在一个有限范围以内，仍有一个技术障碍难以跨越，被他们称为“平方壁垒”。至少要跨越这一步，才能使人们在孪生素数猜想的研究中取得历史上第一次关键性突破。虽离最终迈出历史性的一大步看似只有“一根头发丝”一样的距离，但他们仍然无计可施。（这也是后来张益唐的关键性贡献被媒体称为“发丝步”的由来。）受这篇论文启发，张益唐开始关注“孪生素数猜想”。在孪生素数问题的整个证明过程中有一个难以突破的障碍：要使误差项控制在四分之一内。美国国家数学科学研究所在2008年特地为此召集了一批顶尖的数学专家开会讨论。历经一周的时间得出的结论是用目前的办法不能够解决。张益唐因为当时不知道有这个事情，也没有资格参加这次会议，进而也就不知道其他数学家都暂时知难而退了，后来反复冲击这个猜想时也就没有过多的心理顾虑。张益唐说：“回想起来，内心没有障碍可能反而促进了问题的解决。我当时多少是有一点自信的。我只是在做我喜欢的事。一个人做一件事如果总是在患得患失的话，还不如从一开始就不做。”另外，张益唐认为自己花大力气思考孪生素数猜想的时间并没有很多年，谈不上十年只磨一剑。
张益唐后来受邀去音乐家朋友齐光/齐雅格(Jacob Chi)的家中教他儿子微积分。张益唐在齐光的后院中边抽烟边散步，顺便看有没有鹿出现。这时，他突然想到了能够撬动孪生素数猜想的灵感。关于灵感的闪现，张益唐后来在采访中表示没有必要将其神化，因为好的灵感离不开长期思考的积淀。之后的几个月，他将灵感发展成论文，并反复检查和验算。2013年4月17日，张益唐向知名杂志《数学年刊》投稿，宣布在孪生素数猜想的研究中取得了重大突破。5月21日，论文正式发表。《数学年刊》审期通常为2年，但审稿专家们确定张益唐取得了一个意义重大的成果（证明了孪生素数猜想的条件弱化版），只用3个星期便决定采纳他的论文。张益唐采取了被认为最复杂的一种可行思路，但全文思路清晰，技巧运用娴熟老道，不但取得了在同行眼里看来当时几乎不可能完成的成就，其默默无闻的身份也令审稿专家们感到非常意外。回忆他和朋友焦恩·福瑞德兰德审阅张益唐的成名论文时说：“我粗略看了几分钟，我的第一想法是：以前收到的文章有那么多都是错误的，这个可能也不例外。我还有其他工作要做，或许可以推迟评审。要知道他可是个寂寂无名的家伙。然后我接到一个朋友的电话，他正好也在阅读这篇论文……这种情况下，你不能从头读到尾……首先要看它的要点在哪。2005年以来就没人写这个问题的文章了。它太难了。但随着我们读得越来越多，我们发现这篇论文真的越来越可能是正确的。大概两天后，我们开始寻求论文的完备性，寻求每个环节之间的关联。几天后，我们开始逐行核对。此时这个工作就不好干了，我们要看看论文是不是全部正确……这项研究是一流的。作者成功证明了一个关于素数分布的里程碑式的定理。”
由于其发现的重要性，《自然》、《科学美国人》、《印度教徒报》、《纽约时报》、《卫报》和《量子杂志》等主流媒体很快报道了张益唐的事迹。成名后，他被破格晋升为新罕布什尔大学数学系正教授，获得终身教职。张益唐暂时放下孪生素数猜想研究，转而继续研究其它难题。张益唐说自己喜欢做有较强创造性的研究，而对逐步优化某个具体数值结果的纯技巧运用性工作没兴趣。数学家陶哲轩用“突破性工作”来形容张益唐的成就。张益唐说：“我的心很平静。我不大关心金钱和荣誉，我喜欢静下来做自己想做的事情。”对于自己大器晚成一事，他说自己很“淡定”，还用杜甫的诗句“庾信平生最萧瑟，暮年诗赋动江关”来形容自己的心境。
2013年8月，张益唐获邀回中国大陆讲学，并看望了潘承彪和丁石孙。他先后在清华大学、中国科学院、浙江大学和南方科技大学等多所内地学术机构作了演讲。之前，他有二十多年不曾回国。
喜欢热闹的妻子孙雅玲对成为名人以后，到处抛头露面的生活感到很新鲜，张益唐则不是那么适应。张益唐忙得连以前每年固定会给好友发送的生日祝福都停了。张益唐不喜欢到处奔波和应酬，妻子则欢迎有人邀请张益唐去演讲。张益唐婉拒的邀请，常会被妻子又重新答应下来。张益唐以前专心在学校研究数学的时候，主要是妻子操持家务，他对妻子非常信任和感激。对于妻子安排他去参加的各种活动，张益唐并不总是乐意前往，虽然他会提高语调表达自己的抗议，但最后还是会选择照妻子的吩咐去做。
2015年秋，又经丘成桐推荐，他离开了收留自己多年的新罕布什尔大学，前往加州大學聖塔芭芭拉分校任教。2018年，他担任山东大学威海分校数学与统计学院院长、“潘承洞数学研究所”所长。
2025年6月，出任中山大学香港高等研究院首席科学家，並在粤港澳大湾区定居。
张益唐说很多数学家都是他的偶像。张益唐曾回忆2014年在英国牛津见到证明了费马大定理的大数学家安德鲁·怀尔斯时，自己的心情格外激动。

## 研究成果
2013年4月17日，张益唐在《数学年刊》（Annals of Mathematics）投稿“证明存在无穷多个差值小于7000万的质数对”，即证明
{\displaystyle \liminf _{n\to \infty }\,(p_{n+1}-p_{n})<7\times 10^{7}}
式中pn是第n個素數、{\displaystyle p_{n+1}-p_{n}\ }是質數間隙。他的論文是孿生質數猜想的重大進展，因為在此之前，“是否存在無窮多對質數，每对相差均小於某個常數”，這問題就連其中的常數存在與否也未解決，更毋論給出一個合乎條件的常數；而當常數為2时称为孿生質數猜想，即
{\displaystyle \liminf _{n\to \infty }\,(p_{n+1}-p_{n})=2}
雖然他投稿時还是无名小卒，但文章論證清晰，並且對有关該课题的最新頂尖成果運用純熟，因此編輯認為這是一篇嚴謹且重要的論文，並決定特快處理。短短一月後，此文于2013年5月21日已经完成同行評審，獲正式接收。（根據美國數學學會2012年11月公佈的統計資料，2011年在《數學年刊》所發表的文章，從投稿到獲接受的時間中位數為24個月。）解析數論专家仔细檢視過這篇論文，只找到2个写错的词和1处漏掉的参考资料，找不到任何数学錯誤。對於七千萬這個數，張益唐說這個上界的估算很粗略，應可以做到更小的上界。
他的論文將質數對的差距由無限大縮小至七千萬；以此論文為基礎，其他數學家們很快优化结果，將差距繼續縮小。陶哲轩还将这项协作计划加入了在线合作项目博学者计划。几个月后，另一位初出茅庐的青年数学家詹姆斯·梅纳德独立地提出一种新思路，改进了当时的最佳结果。梅纳德的多维度筛法不但适用于控制质数二元组（即成对质数）的间隔，还适用于控制质数多元组的间隔。陶哲轩随后也宣称独立地发展出了与梅纳德类似的方法。截至2013年12月8日，質數對之差被缩小为 ≤ 272。截至2016年10月6日，最好结果是246。
2022年10月14日，张益唐在北京大学大纽约地区校友会活动中，表示自己在与黎曼猜想有关的朗道-西格尔零点猜想上取得重要进展。11月4日，张益唐将尚未经过同行评议的相关论文上传至arXiv。11月5日至13日，张益唐先后在几所中国大陆高校和研究机构进行线上学术报告介绍其思路与结果。
除孪生素数猜想和朗道-西格尔零点猜想外，张益唐还在研究其他数论难题，而且已经获得了一些进展，但他认为发表的时机尚未成熟，希望可以与学生一起合作，继续研究下去。

## 教育教学
与许多性格内向的数学家一样，张益唐也只在与人聊起数学话题时有兴趣。在美国师评网站“rate my professors”上，多数学生评价张益唐的微积分课讲得妙趣横生。他回国后举办的学术演讲也富有幽默感。不过，张益唐还不擅长办大众讲座，因为张益唐一讲到激动处就忍不住把数学公式写出来。多数没有数学专业知识背景的成年人听众都听得一头雾水，许多与家长一起来捧场的小学生就更加听不明白了。
张益唐很羡慕十三四岁就有机会上大学的“神童”，因为自己小时候也是既聪明又好学，但是当时能接触高层次知识的渠道很少。张益唐希望有天分的孩子都能被发现，受到鼓励和指导；他也希望在中国现存的考试为主的教育体制中保持学生对科学的爱好和兴趣。他注意到中国留学生不喜欢向老师提问，他认为这是很不好的现象。张益唐说：“也许就是因为缺乏独立思考的精神、敢于怀疑的创造力。我们对学生质疑精神的鼓励还是太少。或许中国是迫切需要更多南方科技大学这样能让学生自由创造的大学。同时从小学起就应当注重对小孩创造力的保护。”他建议真正有数学天赋，并有志研究数学的孩子不要太看重考试分数。但他也承认这牵涉到教育体制和升学压力，不是轻易就改得过来的。

## 榮譽
2013年，因在研究孿生質數猜想上取得了重大突破，張益唐於第6屆世界華人數學家大會中榮獲晨興數學卓越成就獎，後來他也獲頒奥斯特洛夫斯基獎和罗夫·肖克数学奖。
2014年，美國數學學會將著名的柯爾數論獎授予張益唐。同年7月4日，經由中央研究院第31次院士會議，張益唐當選為中央研究院第30屆數理科學組院士。
2014年8月，在韓國首爾的國際數學家大會上，張益唐獲邀請在閉幕式之前作一小時的受邀報告（invited lecture）。（國際數學家大會的受邀報告通常為45分鐘。）
2014年9月，张益唐获得了该年度的麦克阿瑟奖（俗称“天才”奖），会在之后的5年内陆续得到共计62.5万美元的资助。

## 个人生活
张益唐热爱武侠小说、古典音乐和文学，尤其钟爱于俄罗斯文学和贝多芬的音乐。他做过学生会主席，有演讲才能，是NBA球赛的铁杆球迷，还可以喝一斤二锅头没感觉。虽然对社交缺乏兴趣，他和音乐家齐光就是在中国留学生聚会上认识的。他不開車、沒房子，一生淡泊，卻從來沒有忘記每年在老友孩子生日時，郵寄兩百美元的生日金。张益唐喜欢去图书馆，或者一边散步一边想问题。他不喜欢旅游。
在美国教书时，张益唐曾和学生同住，甚至为学生做饭。
张益唐记忆力超群，熟人的电话号码全部靠头脑记忆，通讯录从来都不需要用。他能把班上所有同学的生日轻松地记下来，每年都会给好朋友发电邮祝贺生日。
张益唐是一位腼腆内向的人。但听到有人用绅士来评价他时，他说自己其实也有非常好强的一面，有一种不服输不妥协的生活态度。北大校友汤涛回忆说印象里张益唐不喜欢花时间研究不出名的小问题，而是一个专门喜欢冲击大难题的人。

### 感情
张益唐的妻子是餐厅服务员，他们是在纽约长岛中式餐厅经朋友介绍认识的。当时张益唐去纽约是为了拜访某位朋友，和妻子第一次见面那天还喝了很多的酒。妻子第一次见到张益唐时，还觉得他的面相有些显老。妻子喜欢跳舞、聊天和旅游，与张益唐安静的性格很不一样。至于张益唐是怎么和妻子找到话题聊起来的，连他的朋友们也想不明白。张益唐成名后曾对妻子说：“我承诺过，当时我们结婚时，我跟你说过，我能给你很多东西。当时我给不了你多少。现在，你想要什么？”("I promised you, when we getting marry, I told you that I will give you a lot. At that time, I can't give you much. Now, what do you want?")

## 社會運動
張益唐曾支持八九民運，并於1989年後加入中國海外最早的民運組織中國民聯。民运支持者胡平、馮盛平、齊光和於大海都是他的好友。支持民運的校友也在他默默无闻、找工作不顺利的时候拉过他一把。

## 评价
开启了中国冲击哥德巴赫猜想先河的数学家王元评价说：“张益唐教授有高尚的品德和魅力，他真正做到了淡泊名利，几十年里默默耕耘，始终关注着大问题的进展，时刻想着攻克大难题。这样坚持了30多年...2013年张益唐第一次成功证明弱版本的孪生素数猜想...”
普林斯顿数学系教授彼得·萨那克（担任过《数学年刊》编辑）把数论工具比喻为一辆汽车，并称“他(张益唐)不仅开这辆车，他更深入到了发动机部分，进而改进了发动机的工作方式——这极不寻常。”普林斯顿大学数学家张寿武认为张益唐的故事比陈景润和约翰·纳什都要精彩。解析数论学家Goldston认为能在自己有生之年见证人类在孪生素数猜想问题上取得实质性的进展是非常令人欣慰的事情。
陶哲轩不鼓励前途还没有着落的青年数学家效仿张益唐的这种一个人闷声挑战大难题的做法。

## 影响
- 张益唐的经历证明了并非只有年轻人才能取得重要数学成就。[9]
- 张益唐是一个不忘初心[12]的默默无闻[9][10]者逆袭[9]成为大数学家的个例。
- 2015年张益唐的故事被选入2015年北京大学毕业致词的微电影中。[10][64]
- 2015年，张益唐的故事被拍摄成纪录片《大海捞针: 张益唐与孪生素数猜想》(Counting from Infinity: Yitang Zhang and the Twin Prime Conjecture，本页面下方有影片的IMDB链接)，导演为George Paul Csicsery。

## 论文
- Zhang Yitang, Two Theorems on the Zero Density of the Riemann Zeta Function, Acta Mathematica Sinica, New Series 1985, Vol.1, NO.3, pp. 274–284.(《黎曼Zeta函数零点密度的2个定理》)
- Y. Zhang. On the zeros of ζ′(s) near the critical line. Duke Math（英语：Duke Mathematical Journal）. J., 110 (2001), pp. 555–571.(《论{\displaystyle \zeta '(s)}在临界线附近的零点》)
- Zhang, Yitang. . 2007年5月29日. arXiv:0705.4306  （英语）.(《论朗道-西格尔零点猜想》)
- 张益唐.  [质数间的有界间隔] 179 (3). Annals of Mathematics: 1121–1174. 2014  [2016年10月3日]. doi:10.4007/annals.2014.179.3.7. （原始内容存档于2014年3月11日） （英语）. Milestones: Received: 17 April 2013; Revised: 16 May 2013; Accepted: 21 May 2013; Published online: 1 May 2014.(一个开放的免费全文下载链接为：张益唐.  (PDF). 陈怀临 (发布下载的博客主ID). 2013年5月22日  [2016年10月2日]. （原始内容 (PDF)存档于2016年7月17日） （英语）.)
- Wei Fei, Xue BoQing, Zhang YiTang. General Divisor Functions In Arithmetic Progressions To Large Moduli [J]. Science China (Mathematics). 2016(09).
- Yitang Zhang，  Discrete mean estimates and the Landau-Siegel zero, 2022-11-05 11:05 （页面存档备份，存于） （页面存档备份，存于）[43]

### 相似的现代科技工作者
- 冈洁 (多变量复分析（英语：several complex variables）专家，一度非常潦倒，曾坚持变卖家产、甚至替人除草以支撑生活)
- 约翰·G·F·弗朗西斯 (QR分解算法发明人之一，在做出成就半个世纪后才得知自己早已做出了巨大贡献)
- 苏布拉马尼扬·钱德拉塞卡 (知名天体物理学家，其最重要的成果曾长期被打压，属于他的诺贝尔奖迟到半个世纪)
- 康拉德·楚泽 (计算机先驱，在几乎不了解任何计算机领域前人工作的基础上，独自从简单电路开始摸索，直到成功创造出图灵完备的可编程计算机，其工作长期不为英美等国家所知)
- 罗伯特·戈达德 (液体火箭之父，发明众多，其火箭设计思想在去世后才逐渐被广泛认可)
- 厄恩斯特·斯蒂克尔堡 (粒子物理研究者，独立于其他人发明或发现了费曼图、玻色子交换等数项重要成就，但直到快去世时才开始获得应有的重视)
- 波利斯·帕夫洛维奇·别洛索夫（英语：Boris Pavlovich Belousov） (生物化学研究者，近60岁时发现了著名的B-Z振荡反应，但其论文被多家科技杂志社以现象不可能发生为理由拒绝发表，后愤而离开该研究领域)
- 乔治·伯纳德·丹齐格 (线性规划之父，学生时代因为错把重要的学术难题当成课后作业做出而成为传奇人物)
- 约翰·米尔诺 (拓扑学泰斗，读大学本科期间误将波兰数学家卡罗尔·博苏克提出的一个根据曲率积分判断扭结是否可被解开的猜想（英语：Fary–Milnor theorem）当成课后作业，只用几天的时间解决了)
- 约翰·B·古迪纳夫 (物理学家和化学家，近60岁时发现可制成锂电池的材料，直到90多岁时还奋斗在科研一线，97岁获得诺贝尔化学奖)
- 陆家羲  中学物理教师, 业余数学家，专攻“斯坦纳系列”，解决了国际上组合设计理论研究中多年未解决的难题，1987年获得了中国国家自然科学1等奖。
- 卡普雷卡（英语：D. R. Kaprekar） 教师，业余数学家。他的贡献包括以他命名的卡普雷卡常数。

## 延伸阅读
- Alec Wilkinson.  [对美的追求 - 张益唐解决一个纯数学谜题]. The New Yorker. 2015年2月2日  [2016年10月3日]. （原始内容存档于2021年4月12日） （英语）. (《纽约客》杂志采访英文原文)
- John Friedlander（英语：John Friedlander）.  [一个急需的间隔终于被发现了] (PDF). 美国数学协会: 660–664. 2015年2月2日  [2016年10月3日]. （原始内容存档 (PDF)于2015年7月9日） （英语）.
  - 汉译版：John Friedlander. 赵振江 (汉译者); 陆柱家 (汉译者). . 数学译林. 2017, (1): 41–47 （中文（中国大陆））.
- Thomas Lin.  [经过质数证明，一位不可思议的新星升起]. 量子杂志. 2015年4月2日  [2016年10月6日]. （原始内容存档于2016年11月14日） （英语）.